# Сахаров Андрій Дмитрович (депутат ВР УРСР)
Андрі́й Дми́трович Са́харов (1886 , Попадьїно, Галицький повіт, Костромська губернія, Російська імперія  — невідомо ) — український радянський діяч, член Верховного Суду УРСР. Депутат Верховної Ради УРСР 1-го скликання (1938–1947).

## Біографія
Народився 1886 року в родині робітника-маляра у селі Попадьїно Данилківської волості Галицького повіту, тепер Судиславський район, Костромська область, Росія.
Навчався дві зими у сільській школі, трудову діяльність розпочав із одинадцятирічного віку. З 1898 по 1902 рік був учнем маляра у підрядника Волгіна в місті Санкт-Петербурзі. З 1902 по 1905 рік працював на підприємствах і заводах в Санкт-Петербурзі.
У січні 1905 року, під час Першої російської революції, був сильно побитий козаками. Виїхав з Санкт-Петербурга до села Кузьміно (біля Царського Села), де до жовтня 1907 року працював у майстерні та був офіціантом в чайній.
З жовтня 1907 по жовтень 1910 року служив у 106-му Уфимському піхотному полку російської імператорської армії в місті Вільно (тепер Вільнюс).
У жовтні 1910 року повернувся до Санкт-Петербурга, де працював маляром на фабриках і заводах.
У червні 1914 року призваний до російської імператорської армії, служив у 4-му Фінляндському полку, учасник Першої світової війни. У квітні 1915 року потрапив у Галичині в німецько-австрійський полон, перебував у таборі для військовополонений біля міста Брюкс (Австро-Угорщина), а з літа до грудня 1918 року — у таборі для військовополонений у Німеччині, звідки був звільнений і у грудні 1918 року повернувся до рідних у село Бакуніно Галицького повіту Костромської губернії.
Деякий час хворів, а з червня 1919 року служив рядовим бійцем продовольчого загону в Симбірській губернії. З вересня 1919 по травень 1920 року — командир і комісар об'єднаного продовольчого загону в Симбірській губернії.
Член РКП(б) з лютого 1920 року.
З травня 1920 року — організатор і керівник продовольчого загону в Костромському, Солігалицькому, Буйському та Галицькому повітах Костромської губернії. Незабаром направлений в Полтавську губернію для заготівлі продуктів для Першої кінної армії РСЧА. Брав участь у боях із повстанськими загонами Нестора Махна. З жовтня 1920 по квітень 1921 року — член Полтавського губернського військово-продовольчого бюро. З квітня по листопад 1921 року — організатор і керівник Кременчуцького губернського військово-продовольчого бюро. У листопаді 1921 був направлений на Вінниччину, де до травня 1922 року працював членом Хмільницького повітового продовольчого комітету. У травні 1922 — травні 1923 року — заготівельник Бершадської заготівельної контори на Вінниччині.
У травні 1923 — вересні 1924 року — голова заводського комітету профспілки і секретар партійної організації Бершадського цукрового заводу.
У вересні 1924 року вибраний народним суддею і працював до лютого 1925 року, як суддя-практикант, у місті Гайсині на Вінниччині. У лютому 1925 — серпні 1926 року — народний суддя у місті Бершаді на Вінниччині.
У серпні 1926 — травні 1927 року — слухач річних юридичних курсів у місті Києві.
З травня 1927 року по вересень 1938 року — народний суддя Чечельницького району Вінницької області. Обирався секретарем первинної партійної організації суду.
26 червня 1938 року обраний депутатом Верховної Ради УРСР по Чечельницькій виборчій окрузі № 56 Вінницької області.
З 7 вересня 1938 року — член Верховного Суду УРСР.
Під час німецько-радянської війни з листопада 1941 по лютий 1942 року перебував у евакуації в місті Чимкенті Південно-Казахстанської області Казахської РСР. У лютому 1942 року повернувся на територію Української РСР і до червня 1942 року працював заступником голови Верховного Суду УРСР в місті Ворошиловграді.
У червні 1942 року знову був евакуйований до міста Чимкента Казахської РСР, де працював до березня 1943 року. З березня по жовтень 1943 року — народний суддя в місті Маркс Саратовської області РРФСР.
У жовтні 1943 року прибув до міста Харкова, а у січні 1944 року переїхав до Києва, де продовжив працювати членом Верховного Суду Української РСР.
На березень 1947 року — член Верховного Суду УРСР.

## Нагороди
- орден «Знак Пошани»